# Congrès du peuple
Pour les articles homonymes, voir COPE.
Le Congrès du peuple (Congress of the People, abrégé COPE) est un parti politique d'Afrique du Sud, fondé par des dissidents du Congrès national africain (ANC) le 3 novembre 2008 à Johannesburg. Le parti a tenu son congrès fondateur le 16 décembre 2008. Il obtint 1 311 027 voix (7,42 % des suffrages exprimés) et 30 sièges lors des élections générales du 22 avril 2009. Il détient le statut d'opposition officielle au sein des parlements de quatre des neuf provinces du pays (l'État-libre, le Cap-Oriental, le Limpopo et le Cap-du-Nord). 

## Direction
- Mosiuoa Lekota - président
- Mbhazima Shilowa - responsable de l'organisation
- Charlotte Lobe - secrétaire général
- Mluleki George - trésorier

## Origines
Le parti est issu d'une scission de l'aile pro-Thabo Mbeki de l'ANC. Elle résulte de la  décision du comité directeur de l'ANC, en septembre 2008, de révoquer Thabo Mbeki de la présidence de la République d'Afrique du Sud, sur fond de luttes intestines entre les partisans de ce dernier et ceux de Jacob Zuma, le président du parti.
Le 1er novembre 2008, à Sandton, un quartier de Johannesburg, des milliers de dissidents de l'ANC adoptèrent une résolution jetant les bases d'un programme pour la nouvelle formation, dont le congrès fondateur est fixé au 16 décembre 2008.

## Nom et positionnement politique
Le parti prévoit d'abord de prendre le nom de Congrès démocratique d'Afrique du Sud (South African Democratic Congress ou Sadec) mais il doit changer de dénomination car celui-ci est déjà celui d'un petit parti homonyme. Il prend alors le nom de Congrès du peuple (COPE), nom que lui conteste l'ANC pour avoir été le nom d'un événement majeur, organisé par celle-ci et ses partenaires, au moment de l'adoption de la Charte pour la Liberté en 1956. L'ANC qui serait, selon elle, communément qualifiée « dans beaucoup de cercles politiques » comme le Congrès du peuple, demande ainsi à Lekota de cesser d'utiliser ce nom. 
Se réclamant de la social-démocratie, le COPE est dirigé par l'ancien ministre de la Défense, Mosiuoa Lekota. L'une de ses propositions est l'élection du président de la République au suffrage universel direct et non plus par le Parlement. Il souhaite la constitution d'alliances avec d'autres partis de l'opposition, comme l'Alliance démocratique dirigée par Helen Zille. Le nouveau parti se définit comme étant favorable au libéralisme économique, au libre marché et est hostile au marxisme, qui selon lui a trop longtemps dominé l'ANC.
Le nouveau parti a reçu le soutien d'anciens premiers ministres de provinces comme Mbhazima Shilowa, Leonard Ramatlakane et Nosimo Balindlela mais aussi du révérend Allan Boesak, l'une des anciennes figures de proue de la lutte contre l'apartheid.
Lors de son congrès fondateur le 16 décembre 2008 à Bloemfontein, en présence de 2 000 délégués, Mosiuoa Lekota est désigné pour être le président du parti avec, à ses côtés, Mbhazima Shilowa, ancien Premier ministre de la province du Gauteng, comme vice-président.